# Lindbergia brevifolia
Lindbergia brevifolia är en bladmossart som beskrevs av Gao Chien 1985. Lindbergia brevifolia ingår i släktet Lindbergia och familjen Leskeaceae. Inga underarter finns listade i Catalogue of Life.